# Diogo Vilela
Diogo Vilela, nome artístico de José Carlos Monteiro de Barros (Rio de Janeiro, 28 de outubro de 1957), é um ator e comediante brasileiro. Vilela ganhou reconhecimento por suas performances em programas humorísticos e no teatro, que o tornaram muito popular no país. Ele ganhou vários prêmios, incluindo dois Prêmios APCA, três Prêmios Shell, e um Prêmio Mambembe, além de ter recebido indicações para quatro Prêmios Qualidade Brasil.
Vilela iniciou sua carreira ainda na infância, em 1969, atuando na novela A Ponte dos Suspiros, com apenas doze anos. À época, ele já trabalhava com teatro amador, mas sua estreia profissional ocorreu em 1976 na peça O Último Carro, de João das Neves. Em 1973 voltou a atuar na televisão na novela O Semideus, desde então passou a fazer trabalhos recorrentes em telenovelas, sobretudo da TV Globo, das quais se destacou como o tímido Kiko Leone em Guerra dos Sexos (1983) e o dissimulado Leonardo Raposo em Sassaricando (1987). Entre 1988 e 1990, ele fez parte do elenco do humorístico TV Pirata, onde se popularizou na comédia e se saiu vencedor Prêmio APCA de melhor comediante masculino, em 1990.
Em 1996 protagonizou o espetáculo Metralha, onde interpretou Nélson Gonçalves. Por esse trabalho, ele foi aclamado pela crítica e recebeu seu primeiro Prêmio Shell de melhor ator. Em 1998 voltou a ser ovacionado pelo trabalho na peça Diário de um Louco, que lhe rendeu diversos prêmios, incluindo seu segundo Prêmio Shell de melhor ator e o Prêmio Mambembe de melhor ator. Em 1999 ganhou destaque na televisão como o vidente Uálber Canedo na novela Suave Veneno e também pelo trabalho na minissérie O Auto da Compadecida, como o padeiro Eurico. Em 2005 foi elogiado pela atuação no filme de comédia O Coronel e o Lobisomem, no qual ele interpretou o Coronel Ponciano. Por esse trabalho, foi indicado ao Prêmio Qualidade Brasil de melhor ator de cinema. Já em 2006 foi reverenciado pela performance no espetáculo musical Cauby! Cauby!, onde ele protagoniza como o cantor Cauby Peixoto. Graças ao sucesso de sua interpretação, ele foi agraciado com seu terceiro Prêmio Shell de melhor ator, além de receber mais um Prêmio APCA, dessa vez como melhor ator de teatro.
Entre 2007 e 2009, foi um dos protagonistas do seriado Toma Lá, Dá Cá, como o dentista Arnaldo Moreira. O seriado fez muito sucesso e rendeu ao ator indicações ao Prêmio Qualidade Brasil de Melhor Ator Cômico por três anos consecutivos. Após o fim da série, Vilela reduziu seus trabalhos na televisão e se dedicou mais ao teatro. Ainda esteve no elenco da novela Aquele Beijo (2011) e do seriado Pé na Cova (2014–16). Em 2016, ele foi novamente aclamado no teatro musical pela peça Sim, Eu Aceito, recebendo o Troféu Nelson Rodrigues. Em 2020 voltou à televisão para integrar o elenco do humorístico Zorra.

## Biografia
Nascido no Rio de Janeiro, no bairro de Botafogo, e criado em Vila Isabel, na zona norte do Rio, é o penúltimo de seis irmãos. Seu nome de batismo é José Carlos Monteiro de Barros, entretanto, após ingressar na carreira, optou por adotar o nome artístico de Diogo Vilela. Desde sua infância ele já sonhava em ser ator por ser apaixonado pelo teatro. Quando ainda era criança, ganhava dinheiro montando pequenas peças de teatro de marionetes, as quais ele apresentava para o público.

## Carreira

### Década de 1960 e 1970: infância e juventude
Sua estreia na televisão se deu em 1969, aos doze anos, na novela A Ponte dos Suspiros, de Dias Gomes, o qual adotava o pseudônimo de Stela Calderón. Na trama, ambientada em 1500 na cidade de Veneza, ele deu vida a Nico, um pobre menino órfão. Esse foi o seu primeiro contato com a profissão de ator profissionalmente. À época, ele ainda utilizava seu nome de batismo. Cinco anos depois, ele voltou para a televisão já como ator profissional e iniciou uma carreira sólida na televisão e no teatro, marcada por prêmios. Em 1973 atuou na novela O Semideus já com um amadurecimento na carreira, interpretando o jovem Diogo. Em 1976 atuou em sua primeira grande peça de teatro, a premiada O Último Carro, escrita e dirigida por João das Neves. No mesmo ano, voltou à TV  em um pequeno papel na novela Duas Vidas, como Sandrinho. Em 1977 ganhou maior destaque  na peça Os Cigarras e Os Formigas, de Maria Clara Machado, sendo dirigido por Wolf Maya e atuando com grandes nomes do teatro, como Louise Cardoso, Denise Dumont e Lauro Corona. Em 1978 esteve na novela Gina, como Afonso, e na peça Era Uma Vez nos Anos 50, de Domingos Oliveira. No ano seguinte, mais uma novela, Memórias de Amor, drama clássico ambientado nas vésperas da Proclamação da República, onde interpretou Rômulo, um estudante um pouco atrapalhado e noivo de Melica, interpretada por Nádia Carvalho. No mesmo ano esteve no espetáculo musical Lola Moreno, protagonizado por Lucélia Santos.

### Década de 1980
Durante a década de 1980, ele intensificou seus trabalhos na televisão ganhando maior projeção nacional. Em 1980, foi escalado para a novela do horário nobre Coração Alado, interpretando Gerson Alencar, filho de Hortência, vivida pela atriz Eva Todor. Também protagonizou ao lado de Stella Miranda e Ricardo Blat a peça As Mil e Uma Encarnações de Pompeu Loredo, uma comédia que marcou o teatro besteirol, dirigida por Jorge Fernando. Em 1981 conquistou um papel protagonista, ao lado de Henriette Morineau, na peça de drama existencialista Ensina-me a Viver, um clássico do teatro, onde interpretou Harold. Em 1982 transferiu-se para a TV Cultura atuando na novela Maria Stuart, a qual era protagonizada por Nathalia Timberg e Kate Hansen, em um pequeno papel. No mesmo ano, se destacou em mais dois espetáculos teatrais, Bodas de Felissa, onde repetiu parceria protagônica com Stella Miranda, a qual também escreveu e dirigiu a peça, e A Mente Capta, mais um símbolo do besteirol, que contava a história de uma psiquiatra, interpretada pela cantora Marlene, ao redor de seus pacientes, interpretados por Vilela, Louise Cardoso, Cláudia Jimenez, Anselmo Vasconcelos, Cristina Pereira e grande elenco. Em 1983 ganhou seu primeiro papel de maior destaque na televisão, o tímido e atrapalhado Kiko Leone, filho da protagonista Roberta (Glória Menezes) que vive o drama de ter sido abandonado pela noiva. Ainda neste ano, esteve nas peças Cloud Nine - Numa Nice e Testemunha de Acusação. Em 1984 foi contratado pela Rede Manchete. Sua estreia a emissora foi atuando na minissérie Viver a Vida, onde interpretou Geraldo. No mesmo ano, fez sua estreia nos cinemas no drama musical Bete Balanço, protagonizado por Débora Bloch, interpretando o melhor amigo da protagonista, Paulinho, que busca por um espaço no mundo fonográfico.
Em 1985, voltou a aparecer na TV Globo atuando na terceira fase da minissérie O Tempo e o Vento como Florêncio Terra em sua juventude. No segundo semestre de 1985 voltou à Manchete, fez uma participação especial na minissérie Tudo em Cima e estrelou a série de comédia Tamanho Família na pele de Janjão, até o ano de 1986. Também em 1985 foi um dos protagonistas do filme musical Areias Escaldantes, ambientado no país fictício de Kali, ele interpretou um integrante de um grupo de jovens terroristas que executa roubos, sequestros e assassinatos sob as ordens de um misterioso chefão conhecido como "Entidade" e são perseguidos pela pomposa e ineficiente Polícia Especial. Em 1986, voltou aos palcos na peça A Bandeira dos Cinco Mil Réis, de Geraldo Carneiro e dirigida por Aderbal Freire Filho, atuando ao lado de nomes como Maria Padilha e Marco Nanini. Ainda contratado pela Rede Manchete, foi escalado para a novela Novo Amor, única novela escrita por Manoel Carlos para a emissora, exibida em 1986. Também protagonizou mais um filme musical, Rock Estrela, como Roque, um estudante de música clássica que se muda para o Rio de Janeiro para morar com um primo roqueiro.
Em 1987 reatou contrato com a TV Globo para atuar na novela Sassaricando como Leonardo Raposo, um mentiroso que finge se apaixonar pela herdeira de um grande império. Seu personagem ganhou popularidade e tornou-se um dos principais de sua carreira. Ainda fez parte do elenco do filme de drama biográfico Leila Diniz, que retrata a vida da atriz brasileira Leila Diniz, interpretando o diretor de cinema Luiz Carlos Lacerda. Em 1988 esteve na minissérie O Pagador de Promessas. e ingressou no elenco do programa humorístico TV Pirata, onde permaneceu até o ano de 1990. Por esse trabalho, Vilela foi reconhecido por sua veia cômica de interpretação com Prêmio APCA de melhor comediante masculino. Em 1989, Diogo fez parte de uma montagem do espetáculo musical Cabaret. No mesmo ano, protagonizou o filme de comédia O Grande Mentecapto, baseado no romance homônimo de Fernando Sabino, como Geraldo Viramundo, uma espécie de Don Quixote que percorre Minas Gerais querendo transformar o mundo.

### Década de 1990
Em 1990 foi convidado para realizar participação especial em um capítulo da novela Rainha da Sucata interpretando ele mesmo. Em 1992 voltou às novelas, após cinco anos, em Deus nos Acuda, como o soturno e duas caras Danilo, um anjo enviado à Terra para deter as maldades da vilã 
Elvira (Marieta Severo). Em 1994 foi escalado para o elenco principal da minissérie Incidente em Antares, como o pacifista João Paz, que foi torturado pela polícia, sendo um dos sete mortos que protestam por um enterro. Ainda esteve no elenco da novela Quatro por Quatro (1994) como o trapalhão azarado Fortunato, noivo de uma das quatro protagonistas, Tatiana (Cristiana Oliveira). No mesmo ano, voltou aos palcos atuando nas peças Navalha na Carne e 5x Comédia. Em 1995 fez várias participações em episódios do seriado A Comédia da Vida Privada. Em 1996, interpretou Nélson Gonçalves na peça Metralha, sobre a vida do cantor. Recebeu aclamação da crítica e venceu o Prêmio Shell de melhor ator. Interpretou Caio Leão na novela Salsa e Merengue (1996). Em 1997, foi reverenciado no teatro novamente por sua performance no espetáculo Diário de Um Louco, um monólogo sobre um funcionário público que vive a fantasia esquizofrênica do poder e da riqueza. Ele conquistou vários prêmios por esse trabalho, incluindo o Prêmio Sharp, o Prêmio Shell e o Prêmio Mambembe de melhor ator. Atuou no filme For All - O Trampolim da Vitória (1997).
Em 1999, mostrou sua versatilidade na televisão. Em janeiro, esteve no elenco da minissérie O Auto da Compadecida, como o padeiro traído Eurico. No mesmo mês estreou a novela Suave Veneno, exibida no horário nobre, onde ele interpretou o vidente homossexual Uálber Cañedo. Seu personagem vivia entre o limite da honestidade e o charlatanismo com suas previsões, ganhando repercussão pela tom de comédia.

### Década de 2000
Em 2000, a minissérie O Auto da Compadecida foi lançada nos cinemas em formato de filme, com recortes de algumas cenas, tornando-se um grande sucesso, sendo mencionado como um dos melhores filmes nacionais frequentemente. Em 2000, ele esteve no elenco da peça Jornada de um Poema e também participou de uma montagem da Paixão de Cristo. Também participou da minissérie A Invenção do Brasil, a qual serviu de base para a produção do filme Caramuru - A Invenção do Brasil, que Diogo também atuou. Em 2001 foi escalado para a novela das sete As Filhas da Mãe. Em 2002 estreou na direção teatral com a peça Elis, a Estrela do Brasil. Realizou participações recorrentes no seriado Os Normais, entre 2002 e 2003. Diogo entrou para o elenco recorrente do seriado A Grande Família durante sua segunda temporada, exibida em 2002, como Remela, bandido local e amigo de infância de Agostinho (Pedro Cardoso). Posteriormente, ele voltou a fazer participações especiais no programa.
Em 2005, protagonizou o filme de comédia O Coronel e o Lobisomem, onde ele interpreta o Coronel Ponciano de Azeredo Furtado. Por seu desempenho, chegou a ser indicado ao Prêmio Qualidade Brasil de melhor ator de cinema. Ainda em 2005, foi convidado para o especial de fim de ano Toma Lá, Dá Cá para interpretar o dentista Arnaldo Moreira, fazendo par romântico com Débora Bloch. Dois anos mais tarde, o especial foi aprovado para virar um seriado, com uma temporada completa. O ator permaneceu no seu personagem, mas a atriz que interpreta sua esposa, Rita, foi trocada por Marisa Orth. O seriado permaneceu no ar durante três temporadas, chegando ao fim em 2009. Por esse trabalho, Vilela foi indicado durante três anos consecutivos ao Prêmio Qualidade Brasil de Melhor Ator Cômico. Antes do seriado, o ator atuou na minissérie Amazônia, de Galvez a Chico Mendes, exibida em 2007. Em 2006, Diogo conquistou elogio da crítica por sua performance musical no espetáculo Cauby! Cauby!, uma peça que aborda a biografia do cantor Cauby Peixoto, interpretado por Vilela. Por seu desempenho, ele foi bastante premiado, incluindo com seu terceiro Prêmio Shell de melhor ator, além de receber mais um Prêmio APCA, dessa vez como melhor ator de teatro. No cinema, ele ainda esteve nos filmes de comédia Irma Vap - O Retorno (2006) e A Guerra dos Rocha (2008).

### Década de 2010
Em 2011, o ator voltou às novelas depois de 10 anos a convite de Miguel Falabella, integrando o elenco de Aquele Beijo, como Felizardo Barbosa, que tem sua vida modificada por uma falsa irmã interesseira. Em 2012 reprisou novamente seu personagem em A Grande Família. Em 2013, interpretou o investigador Miller na série O Dentista Mascarado. Entre 2014 e 2016, fez parte do elenco da série Pé na Cova, como o misterioso cirurgião Dr. Zóltan Davidson de Jesus. em 2016, protagonizou a peça Sim, Eu Aceito! Uma Comédia Musical. Em 2017, atuou na série Prata da Casa, exibida pelo canal privado Fox Brasil. Em 2018, atuou no espetáculo Cauby - Uma Lembrança, novamente interpretando o cantor. Ainda em 2018, ele voltou aos cinemas na filme infantil D.P.A. 2 - O Mistério Italiano, como o bruxo Máximo Buongusto. 

### Década de 2020
Em 2020, o ator voltou à TV Globo para integrar o elenco do programa humorístico Zorra, permanecendo por apenas uma temporada. Em 2022, voltou a interpretar Cauby Peixoto pela terceira vez na peça Cauby uma Paixão.

## Filmografia

### Televisão
| Ano     | Título                             | Personagem                                  | Notas |
| ------- | ---------------------------------- | ------------------------------------------- | --- |
| 1969    | A Ponte dos Suspiros               | Nico                                        | |
| 1973    | O Semideus                         | Diogo                                       | |
| 1976    | Duas Vidas                         | Sandro (Sandrinho)                          | |
| 1978    | Gina                               | Afonso                                      | |
| 1979    | Memórias de Amor                   | Rômulo                                      | |
| 1979    | Cabocla                            | Onofre                                      | |
| 1980    | Coração Alado                      | Gerson Alencar                              | |
| 1982    | Maria Stuart                       | Roberto                                     | |
| 1983    | Guerra dos Sexos                   | Carlos Henrique Leone (Kiko)                | |
| 1984    | Viver a Vida                       | Geraldo                                     | |
| 1985    | O Tempo e o Vento                  | Florêncio (jovem)                           | |
| 1985    | Tamanho Família                    | Janjão                                      | |
| 1985    | Tudo em Cima                       | João Jorge de Oliveira                      | |
| 1986    | Novo Amor                          | Fernão                                      | |
| 1987    | Sassaricando                       | Leonardo Raposo (Leozinho)                  | |
| 1988    | O Pagador de Promessas             | Lula                                        | |
| 1988–90 | TV Pirata                          | Vários personagens                          | |
| 1990    | Rainha da Sucata                   | Ele mesmo                                   | Episódio: "27 de outubro" |
| 1991    | Dóris Para Maiores                 | Bruno                                       | |
| 1992    | Deus nos Acuda                     | Danilo Ferreira (falso) / Anjo Exterminador | |
| 1994    | Incidente em Antares               | João da Paz                                 | |
| 1994    | Caso Especial                      | Leléu                                       | Episódio: "Lisbela e o Prisioneiro"                                                                                               |
| 1994    | Quatro por Quatro                  | Fortunato Tarantino                         | |
| 1995    | A Comédia da Vida Privada          | Eduardo / Cardoso / Giovanni / Alberto      | Episódio: "O Mistério da Vida Alheia" Episódio: "Apenas Bons Amigos" Episódio: "Menino ou Menina" Episódio: "A Casa dos Quarenta" |
| 1996    | Salsa e Merengue                   | Caio Leão                                   | |
| 1998    | Era uma Vez                        | Frei Chicão                                 | |
| 1999    | Suave Veneno                       | Uálber Cañedo da Silva                      | |
| 1999    | O Auto da Compadecida              | Eurico                                      | |
| 2000    | A Invenção do Brasil               | Fulgêncio                                   | |
| 2001    | As Filhas da Mãe                   | Webster Pereira                             | |
| 2002–03 | Os Normais                         | Aldo                                        | |
| 2002    | A Grande Família                   | Wesley Sousa (Remela)                       | Temporada 2 |
| 2004    | A Diarista                         | Nésio                                       | Episódio: "Será Que Ela É?" |
| 2005    | A Grande Família                   | Wesley Sousa (Remela)                       | Episódio: "Segurança Mas Não Cai"                                                                                                 |
| 2005    | Toma Lá Dá Cá                      | Arnaldo Moreira                             | Especial de fim de ano |
| 2006    | A Grande Família                   | Wesley Sousa (Remela)                       | Episódio: "O Poderoso Popozão" Episódio: "Mulher de Amigo Meu pra Mim É Homem"                                                    |
| 2007    | Amazônia, de Galvez a Chico Mendes | Juvenal Antunes                             | |
| 2007–09 | Toma Lá Dá Cá                      | Arnaldo Moreira                             | |
| 2010    | A Grande Família                   | Wesley Sousa (Remela)                       | Episódio: "O Assalto" Episódio: "A Santa"                                                                                         |
| 2011    | Aquele Beijo                       | Felizardo Barbosa                           | |
| 2012    | A Grande Família                   | Wesley Sousa (Remela)                       | Episódio: "Avenida Saraiva" |
| 2013    | O Dentista Mascarado               | Investigador Miller                         | |
| 2014–16 | Pé na Cova                         | Dr. Zóltan Davidson de Jesus                | Temporadas 3–5 |
| 2017    | Prata da Casa                      | Maurício Ribeiro                            | |
| 2020    | Zorra                              | Vários personagens                          | Temporada 6 |
| 2022    | Eleita                             | Deputado Netinho Júnior                     | |
| 2023    | Vai que Cola                       | Sid Boiadeiro                               | Temporada 11 |
| 2024    | Body By Beth                       | Ricardo Manuel (Ri-Man)                     | |

### Cinema
| Ano  | Título                           | Papel                               | Notas                            |
| ---- | -------------------------------- | ----------------------------------- | -------------------------------- |
| 1984 | Bete Balanço                     | Paulinho                            |                                  |
| 1985 | Areias Escaldantes               | Vinicius Kish                       |                                  |
| 1986 | Rock Estrela                     | Roque                               |                                  |
| 1987 | Leila Diniz                      | Bigode                              |                                  |
| 1989 | O Grande Mentecapto              | Geraldo Viramundo                   |                                  |
| 1992 | Bete Balanço                     | Miguel / Jorge Guimarães Machado    |                                  |
| 1984 | Oswaldianas                      |                                     | Segmento: "Uma Noite com Oswald" |
| 1997 | Miramar                          | Pai                                 |                                  |
| 1997 | For All - O Trampolim da Vitória |                                     |                                  |
| 2000 | O Auto da Compadecida            | Eurico                              |                                  |
| 2001 | Caramuru - A Invenção do Brasil  | Heitor                              |                                  |
| 2005 | O Coronel e o Lobisomem          | Coronel Ponciano de Azeredo Furtado |                                  |
| 2006 | Irma Vap - O Retorno             | Heitor                              |                                  |
| 2008 | A Guerra dos Rocha               | Marcos Vinícius Rocha               |                                  |
| 2018 | D.P.A. 2 - O Mistério Italiano   | Máximo Buongusto                    |                                  |
| 2018 | Tudo Acaba em Festa              | Pai de Vlad                         |                                  |
| 2023 | Não Tem Volta                    | Rogerio                             |                                  |

### Dublagens
| Ano  | Título                              | Papel           |
| ---- | ----------------------------------- | --------------- |
| 2002 | A Era do Gelo                       | Manfred "Manny" |
| 2006 | A Era do Gelo 2                     | Manfred "Manny" |
| 2009 | A Era do Gelo 3                     | Manfred "Manny" |
| 2011 | A Era do Gelo: Especial de Natal    | Manfred "Manny" |
| 2012 | A Era do Gelo 4                     | Manfred "Manny" |
| 2016 | A Era do Gelo: O Big Bang           | Manfred "Manny" |
| 2022 | A Era do Gelo: As Aventuras de Buck | Manfred "Manny" |

## Teatro
| Ano  | Título                              |
| ---- | ----------------------------------- |
| 1991 | Solidão, a Comédia                  |
| 2006 | Cauby! Cauby!                       |
| 2010 | Gaiola das Loucas                   |
| 2016 | Sim, Eu Aceito! Uma Comédia Musical |
| 2018 | Cauby! Cauby! - Uma Lembrança       |
| 2020 | A Verdade                           |

## Prêmios e indicações
| Ano  | Associações                        | Categoria                       | Nomeações                  | Resultado |
| ---- | ---------------------------------- | ------------------------------- | -------------------------- | --------- |
| 1990 | Prêmio APCA de Televisão           | Melhor Comediante Masculino     | TV Pirata                  | Venceu    |
| 1996 | Prêmio Shell de Teatro             | Melhor Ator                     | Metralha                   | Venceu    |
| 1998 | Prêmio Mambembe                    | Melhor Ator                     | Diário de um Louco         | Venceu    |
| 1998 | Prêmio Shell de Teatro             | Melhor Ator                     | Diário de um Louco         | Venceu    |
| 1998 | Prêmio Sharp de Teatro Nacional    | Melhor Ator                     | Diário de um Louco         | Venceu    |
| 2001 | Prêmio Qualidade Brasil - RJ       | Melhor Ator Teatral Drama       | Hamlet                     | Indicado  |
| 2001 | Prêmio Qualidade Brasil - RJ       | Melhor Diretor Teatral Drama    | Jornada de Um Poema        | Venceu    |
| 2005 | Prêmio Qualidade Brasil            | Melhor Ator de Cinema           | O Coronel e o Lobisomem    | Indicado  |
| 2006 | Prêmio Contigo! de Cinema Nacional | Melhor Ator                     | O Coronel e o Lobisomem    | Indicado  |
| 2007 | Prêmio Shell de Teatro             | Melhor Ator                     | Cauby! Cauby!              | Venceu    |
| 2007 | Prêmio APCA de Teatro              | Melhor Ator em Peça Musical     | Cauby! Cauby!              | Venceu    |
| 2007 | Prêmio Qualidade Brasil            | Melhor Ator em Série de Comédia | Toma Lá, Dá Cá             | Indicado  |
| 2008 | Prêmio Qualidade Brasil            | Melhor Ator em Série de Comédia | Toma Lá, Dá Cá             | Indicado  |
| 2009 | Prêmio Qualidade Brasil            | Melhor Ator em Série de Comédia | Toma Lá, Dá Cá             | Indicado  |
| 2016 | Troféu Nelson Rodrigues            | Referência na Arte              | Sim, Eu Aceito - O Musical | Venceu    |